# 手籠めにされる九人の堕女
『手籠めにされる九人の堕女』 (てごめにされるくにんのおとめ)は、2014年12月19日にGuiltyより発売されたアダルトゲームである。
純愛系だった前作『夜這いする七人の孕女2』などと登場するヒロインは共通するが、本作のジャンルは陵辱系となっている。

## ストーリー
久条雅人は農村の名家に生まれた。しかし、双子として誕生したばかりに、村人たちの迷信によって村でひどい扱いを受けたうえ、追放されてしまう。ともに追い出された母は、苦労のすえ病死。雅人は村に激しい憎しみを抱くが、ついに彼が大学生となったときに転機が訪れる。自分とは違って久条家の当主となっていた双子の兄から、村に戻るように言われたのだ。やむを得ず村に戻ると、兄の代わりに宮倉由乃という若い美人の女中に出迎えられる。彼女の話しによれば、雅人は兄の影武者となるように呼ばれたのだという。兄は村の外で外せない用事があり、そのあいだにさる財閥の令嬢との縁談をすすめるように雅人を呼び寄せたのだった。
兄に憤慨する雅人に、由乃はある提案をする。それは村と久条家に復讐することだった。村に恨みをもつ由乃が提案した内容とは、雅人が村の女性・少女たちに凌辱のかぎりを尽くすということだった。そうすれば、双子の兄に罪を着せつつ、村の大切な娘達を無茶苦茶にすることができるというのだ。由乃と契約の性交を行った雅人は、5人の愛らしい少女と3人の年上の美しい処女に目をつける。

## 登場キャラクター

### 久条家
村を治める名家。
久条雅人
主人公。大学生。久条家の当主の息子として生まれたが、双子は不吉という言い伝えのため、村では冷遇されていた。中学を卒業するころには村から追い出され、都会で苦労しながらも大学に入学する。双子の兄が久条家の当主となった際に、彼の影武者という名目で村に呼び戻される。
久条家の当主
雅人の双子の兄。女中の宮倉由乃の計略にはまり、偽りの商談のため海外へ向かう。雅人からは憎悪されているが、村の人々の多くから信頼されている。
宮倉 由乃
声 - 杉原茉莉
久条家の若い女中。着物を着た、ミステリアスな雰囲気の美女。祖父が村で財産を騙し取られて以来、一家が没落したことを恨んでいる。そのため、村に復讐を企み、雅人を仲間に引き入れ、村の女性たちを陵辱するようにそそのかす。。
小鳥居 月美
声 - 蒼依ハル
学園に通う女子校生。久条家に住み込み使用人として働いている。快活な性格で双子の妹の美星をリードする。ところどころ敬語が怪しいなど、少し幼い性格をしているが、主人である久条家の当主のことも「ご主人様」と呼び、慕っている。
小鳥居 美星
声 - 星空ユメ
学園に通う女子校生で、久条家の使用人として主人公たちや姉の月美たちと暮らしている。引っ込み思案なおとなしい性格だが、芯は強い。久条家の当主の身の回りの世話をすること、特に菓子や料理を出すことにやりがいを感じている。

### 学園
村にある唯一の学校。制服はセーラー服。
百瀬 麻希
声 - 榛名れん
学園に転校してきた少女。サーフィンが趣味で褐色の肌と引き締まったしなやかな肢体をもつ。村の生活になじめていず周囲と衝突することが多い。よそ者の自分と分け隔てなく接してくれる久条家の当主のことに淡い恋心を抱いている。なお、他のヒロインが『夜這いする七人の孕女2』の登場人物であるのに対し、麻希のみは『夜這いする七人の孕女』の登場キャラクターである。
七和 優雨
声 - ヒマリ
しっかりした性格の女子校生。髪型はポニーテール。久条家の当主に対して冷ややかな数少ない人物。

### 診療所
七和 雪希
声 - 倉下みすじ
村の看護婦。優雨の姉。村の奉仕活動に積極的に参加するなど村人からの信頼も厚い。
葉山 理咲
声 - 沢代りず
村の唯一の医師。若い女性で、しばしば看護婦の雪希の胸を揉むなどしてからかっている。

### その他
相楽 綾音
声 - 佐倉もも花
村の神社の巫女。穏やかな性格。
一ノ瀬 果穂
声 - shizuku
財閥の令嬢で、久条家の当主の婚約者。通信制の大学に通う。

## 開発
- 原画 - の歯、あいかわ亜利砂、バイオレットシット、了藤誠仁、レクリエール[1]
- シナリオ - 灰田てん、神無月ニトロ、桃野衿[1]